# Tafraoute
Tafraoute (marokkanisches Tamazight ⵜⴰⴼⵔⴰⵡⵜ Tafrawt, deutsch ‚Kanal/Becken/Zisterne‘; arabisch تفراوت) ist eine Kleinstadt und eine Landgemeinde (commune rurale) im Antiatlas-Gebirge mit etwa 6000 Einwohnern in der Provinz Tiznit in der Region Souss-Massa im Süden Marokkos.

## Lage und Klima
Tafraoute liegt inmitten einer imposanten Granitlandschaft im westlichen Antiatlas am Oued Massa im Tal der Ammeln in einer Höhe von ca. 1000 m. Die Entfernung von Agadir beträgt etwa 160 km (R105 und R104 über Aït Baha) bzw. 195 km (N1 und R104 über Tiznit). Das Klima ist wegen der Höhenlage eher gemäßigt; der spärliche Regen (ca. 235 mm/Jahr) fällt nahezu ausschließlich in den Wintermonaten. Seit den 1980er Jahren ist auch dieser Niederschlag weitgehend ausgefallen und führte zur Austrocknung der Flüsse und Brunnen, was die Landwirtschaft weitgehend zum Erliegen brachte.

## Bevölkerung
| Jahr      | 1994 | 2004 | 2014 | 2024 |
| Einwohner | 3949 | 4931 | 6345 | 6124 |

Tafraoute ist das wirtschaftliche Zentrum des westlichen Antiatlas; hier leben fast ausschließlich Berber. Man spricht sowohl den regionalen Berberdialekt als auch Marokkanisches Arabisch und Französisch.

## Wirtschaft
Die Stadt Tafraoute ist das traditionelle und bis heute bedeutendste Handelszentrum im westlichen Anti-Atlas. Die Bergoasenlandschaft in der Umgebung von Tafraoute brachte jahrhundertelang ausreichend Nahrungsmittel für die nach den Prinzipien der Selbstversorgung lebende Bevölkerung hervor. Seit den 1980er Jahren nachlassende oder auch ganz ausbleibende Regenfälle führten zu Produktionsausfällen in der Landwirtschaft. Ein Großteil der arbeitsfähigen Männer arbeiten nun in den Städten des Nordens oder Europas und transferieren Gelder in die Region. Der seit der Jahrhundertwende zunehmende Tourismus ist ein zunehmend bedeutender Bestandteil der Wirtschaft. Daneben bestehen weiterhin kleine Handwerksbetriebe, traditionelle Schuhproduktion und Silberbearbeitung, in Kooperativen organisierte Landwirtschaft (Arganöl, Honig, traditionelle Lebensmittel wie z. B. Couscous) und Handel. Zugleich ist die Stadt Tafraoute Sitz der Verwaltung (Pachalik de Tafraoute).

## Geschichte
Über die Geschichte des ehemaligen Berberdorfes und seiner Umgebung ist – angesichts der schriftlosen Kultur der Berber – kaum etwas bekannt. Heute ist der Ort wirtschaftliches und touristisches Zentrum in den Bergen des westlichen Antiatlas mit mehrmals täglichen Busverbindungen in die Städte des Nordens, wo viele – vornehmlich junge – Berber arbeiten, deren Transfergelder ganz wesentlich zum Überleben der Region beitragen.

## Sehenswürdigkeiten

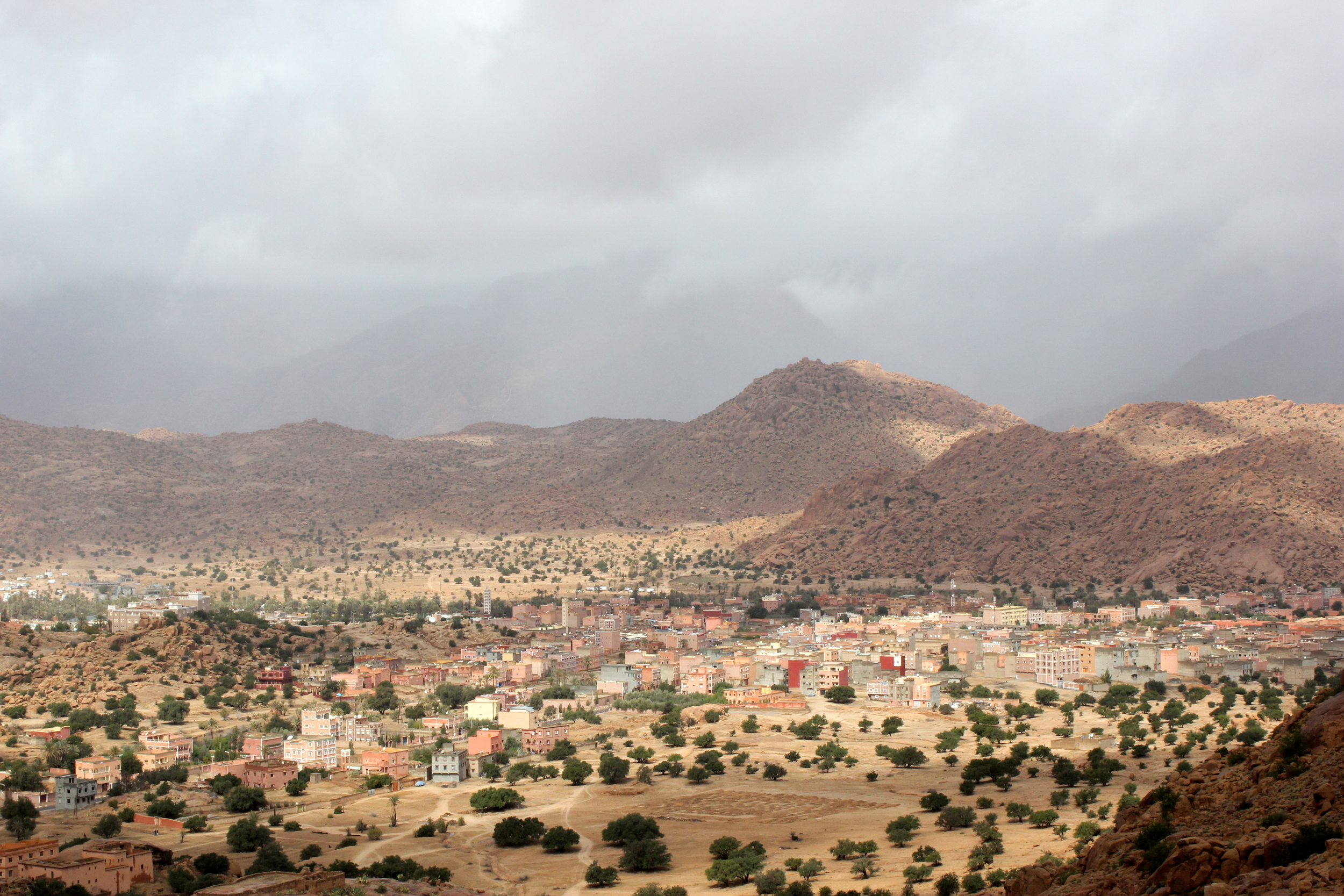
Tafraoute – Blick über die Stadt

### Ortsbild
Von der ehemals mit Sicherheit vorhandenen traditionellen Lehmbauweise hat sich in Tafraoute selbst nichts erhalten; stattdessen finden sich allenthalben die in verschiedenen Rottönen verputzten 'typischen' neuen Berberhäuser mit großen Fenstern, Außenwänden aus Hohlblocksteinen, Zwischendecken aus Beton und Satellitenschüsseln, wie sie mittlerweile überall im südlichen Marokko anzutreffen sind. Alle Häuser haben kein Satteldach, sondern eine für viele Zwecke genutzte Dachterrasse.

### Landschaftsbild

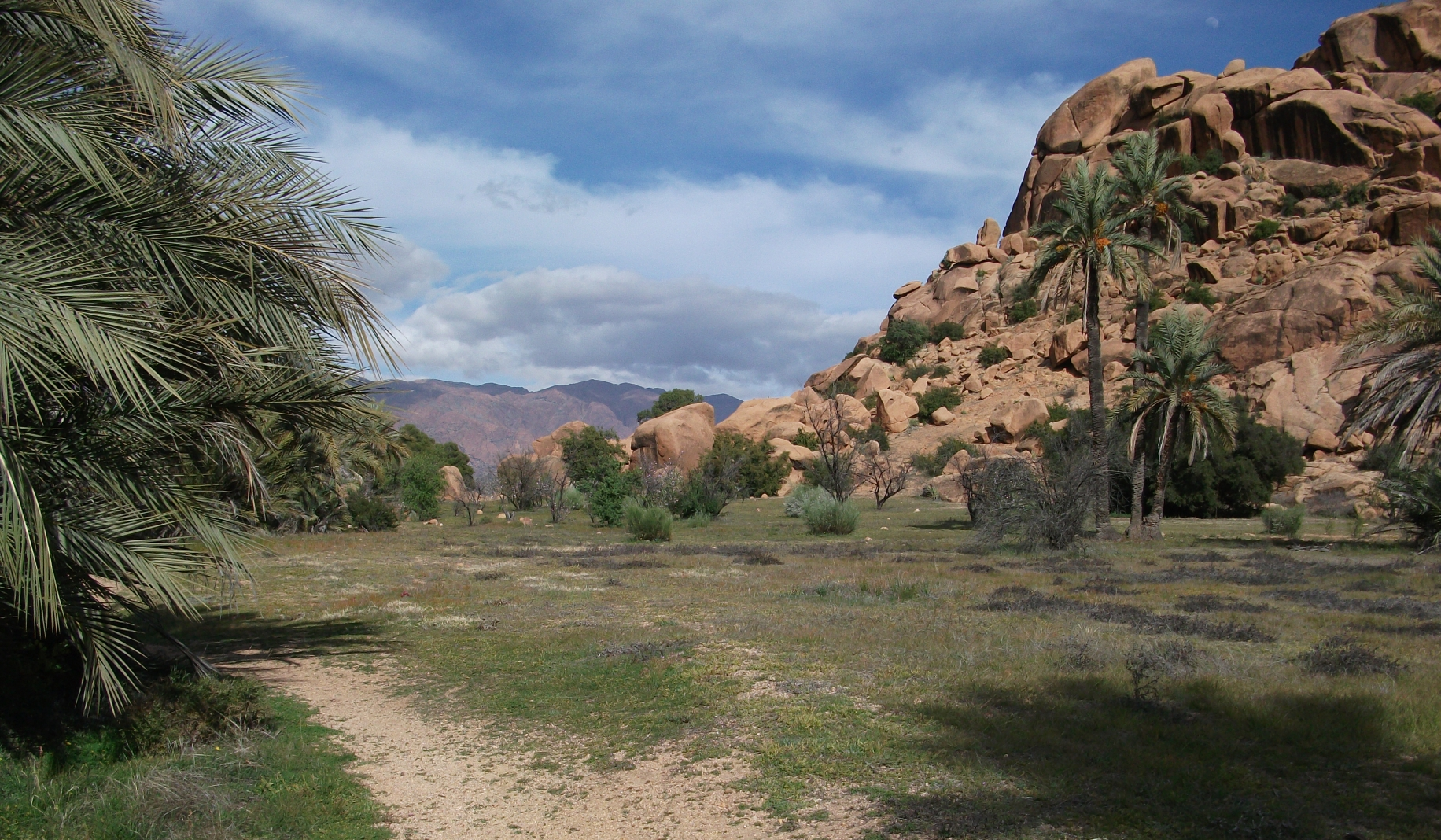
Umgebung von Tafraoute

Markantestes Merkmal von Tafraoute und seiner näheren Umgebung sind die vielen großen, von Naturkräften (Regen und Wind) rund geschliffenen Felsformationen aus Granit. In diesem Zusammenhang besonders hervorzuheben ist der Chapeau de Napoléon ‚Napoleonshut‘ in Agard-Oudad.

### Umgebung
Zu den kulturellen Sehenswürdigkeiten der Umgebung zählen die Orte Tazka und Aday mit ihren – inmitten von riesigen Granitblöcken stehenden – zerfallenden Lehmbauten (tighremts) und ihren Berbermuseen (maison berbère oder maison traditionelle) sowie das Tal der Ammeln, dessen Name von einem Berberstamm herrührt, der sein Zentrum in Tafraoute hat.

### Blaue Steine

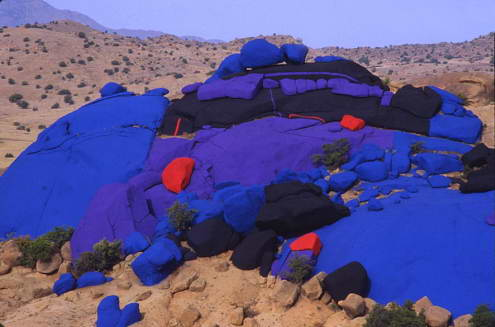
„Blaue Steine“

Erwähnenswert sind auch die „Blauen Steine“ des belgischen Künstlers Jean Vérame, der im Jahr 1984 unweit der Straße südlich von Agard-Oudad riesige, von der Erosion rundgeschliffene Granitblöcke mit leuchtend bunten Farben angemalt hat. Noch großflächigere und ebenso umstrittene Kunst hat der gleiche Künstler im Sinai hinterlassen in der dort bekannten „Blue Desert“. Inzwischen wurden die meisten der Steine bei Tafraoute neu bemalt.

## Persönlichkeiten
- Aziz Akhennouch (* 1961), Unternehmer und Politiker